# Коробка Соландера

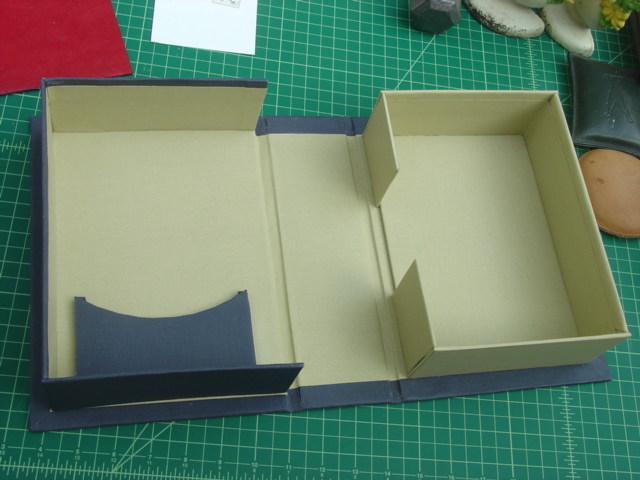
Коробка Соландера

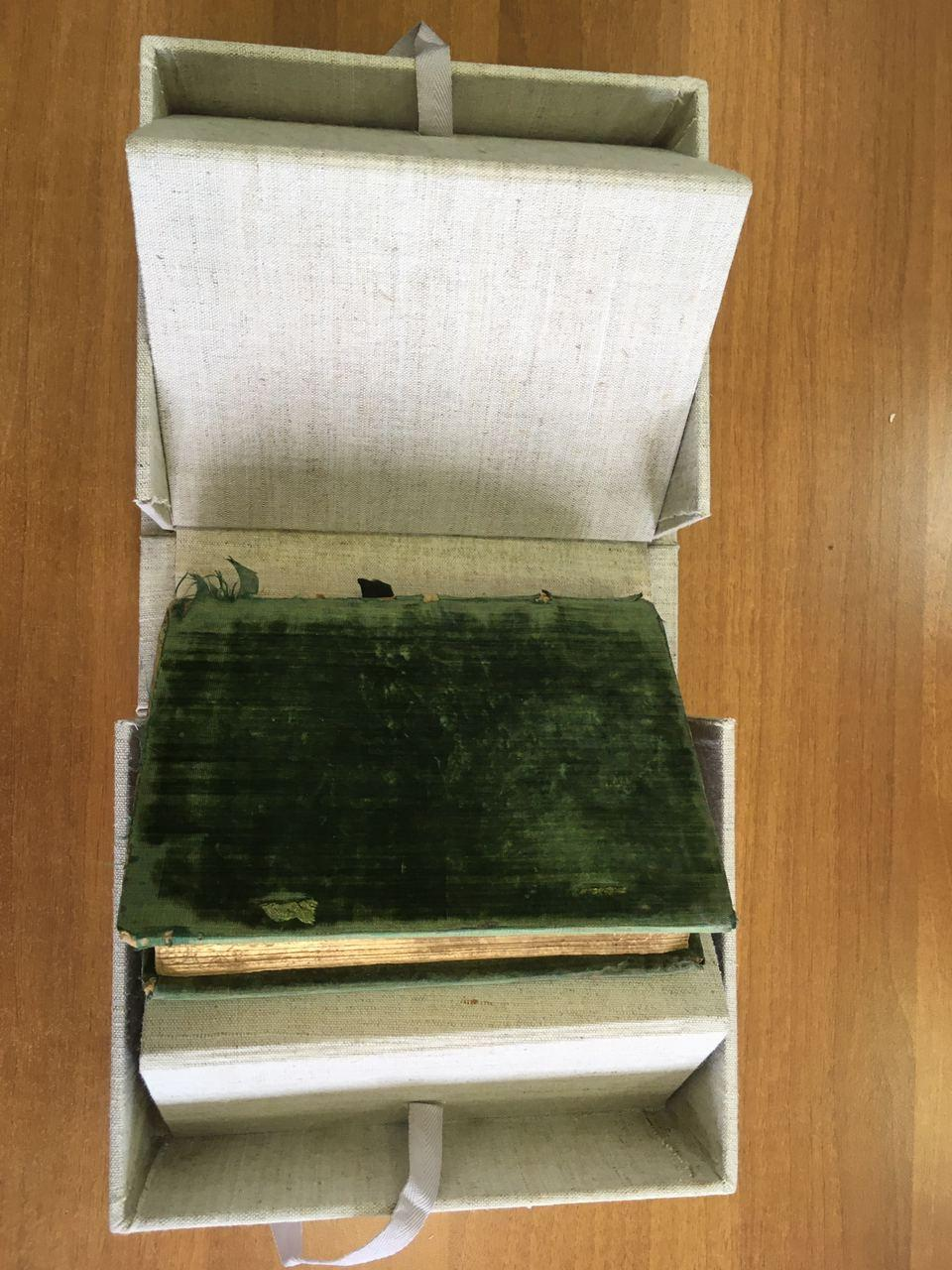
Коробка Соландера. Изготовлена в Центральной Библиотеке Некрасова

Ящик или коробка Соландера — это ящик в форме книги, используемый для хранения рукописей, карт, гравюр, документов, старых и ценных книг и т. д. Обычно используется в архивах, типографиях и библиотеках. Назван в честь шведского ботаника Даниэля Соландера (1733—1782), которому приписывают его создание во время работы в Британском музее, где он каталогизировал коллекцию естественной истории между 1763 и 1782 годами.
Ящик обычно изготавливается из твердого переплёта или дерева и имеет откидную крышку, соединённую с основанием. И крышка, и нижняя часть ящика имеют три фиксированных боковых части или «выступа»; крышка немного больше, так что боковые части «гнездятся» при закрытии корпуса. Четвёртая сторона «корешка» имеет гибкие соединения с основными верхними и нижними частями и, таким образом, ровно ложится на поверхность, где открывается коробка. На переднем крае корпуса часто есть застёжка. Внешняя сторона покрыта плотной бумагой, тканью или кожей, а внутренняя может быть обита мягкой бумагой или войлоком, особенно если она сделана для книги. Для консервации все материалы не должны содержать кислоты. Глубина коробки обычно составляет около тринадцати сантиметров, если она не предназначена для определённого объекта и изготавливается различных стандартных размеров с традиционными названиями, включая «королевский», «имперский», «слон» и другие. Для очень старых книг обычно изготавливают точный размер на заказ. Ящики хранятся в плоском виде и достаточно прочные, чтобы их можно было хранить небольшими штабелями.
Упрощённая форма коробки Соландера без украшений, называемая «фазовой коробкой», используется для временного хранения книг во время консервационных работ. Такие коробки делаются из простых недекорированных материалов, но тоже должны отвечать стандартам качества для архивного оборудования.

## Ссылки

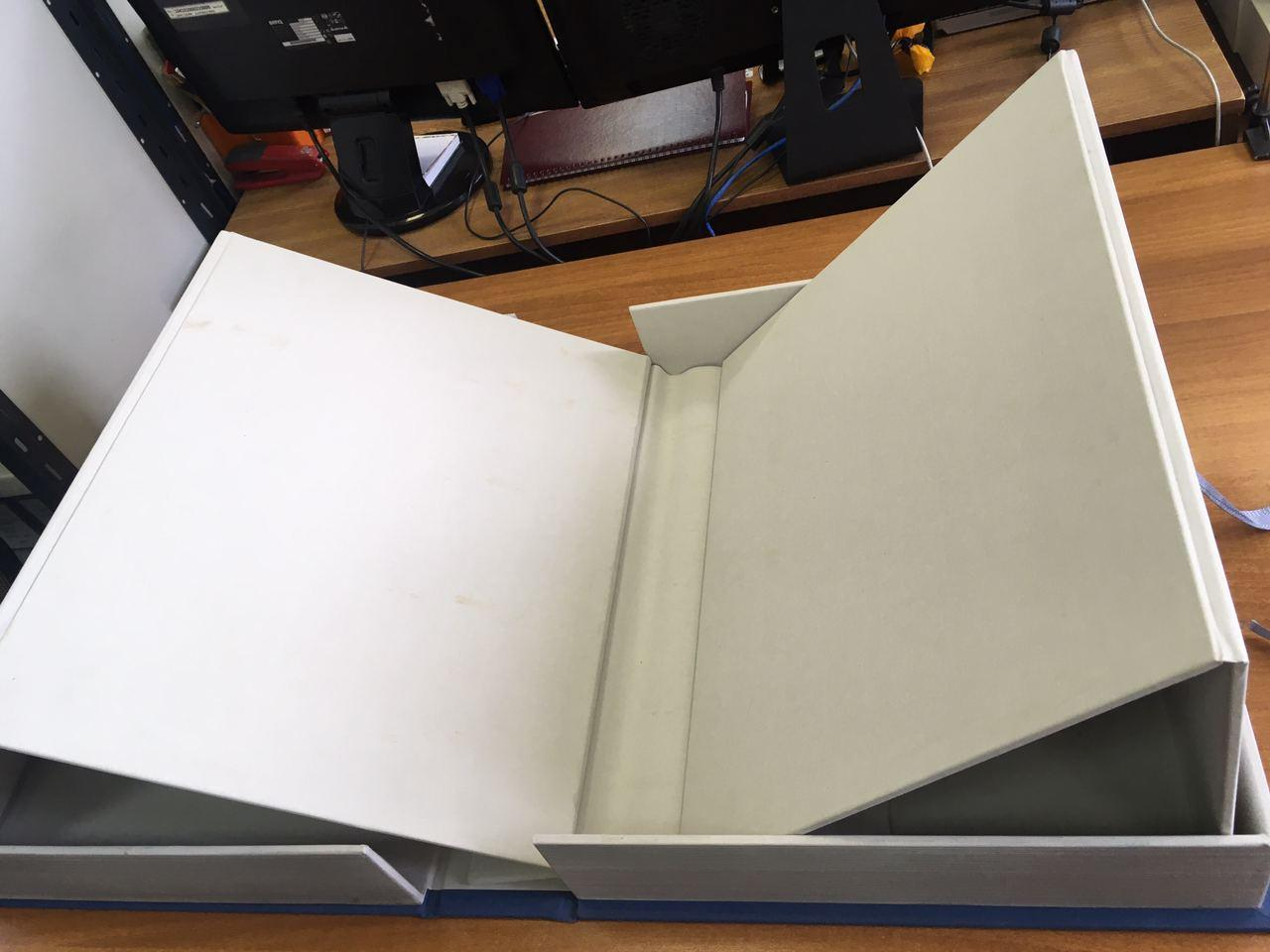
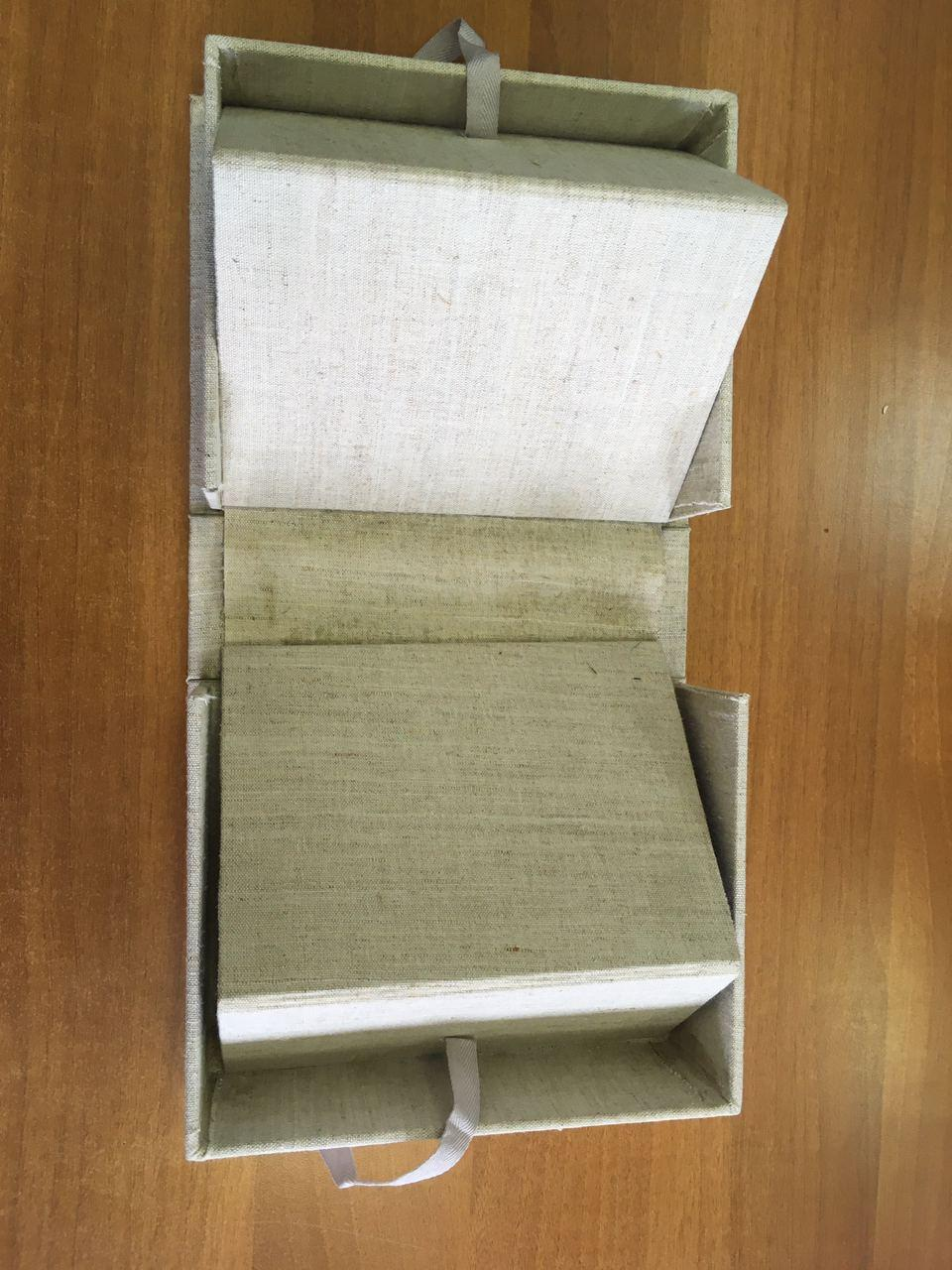
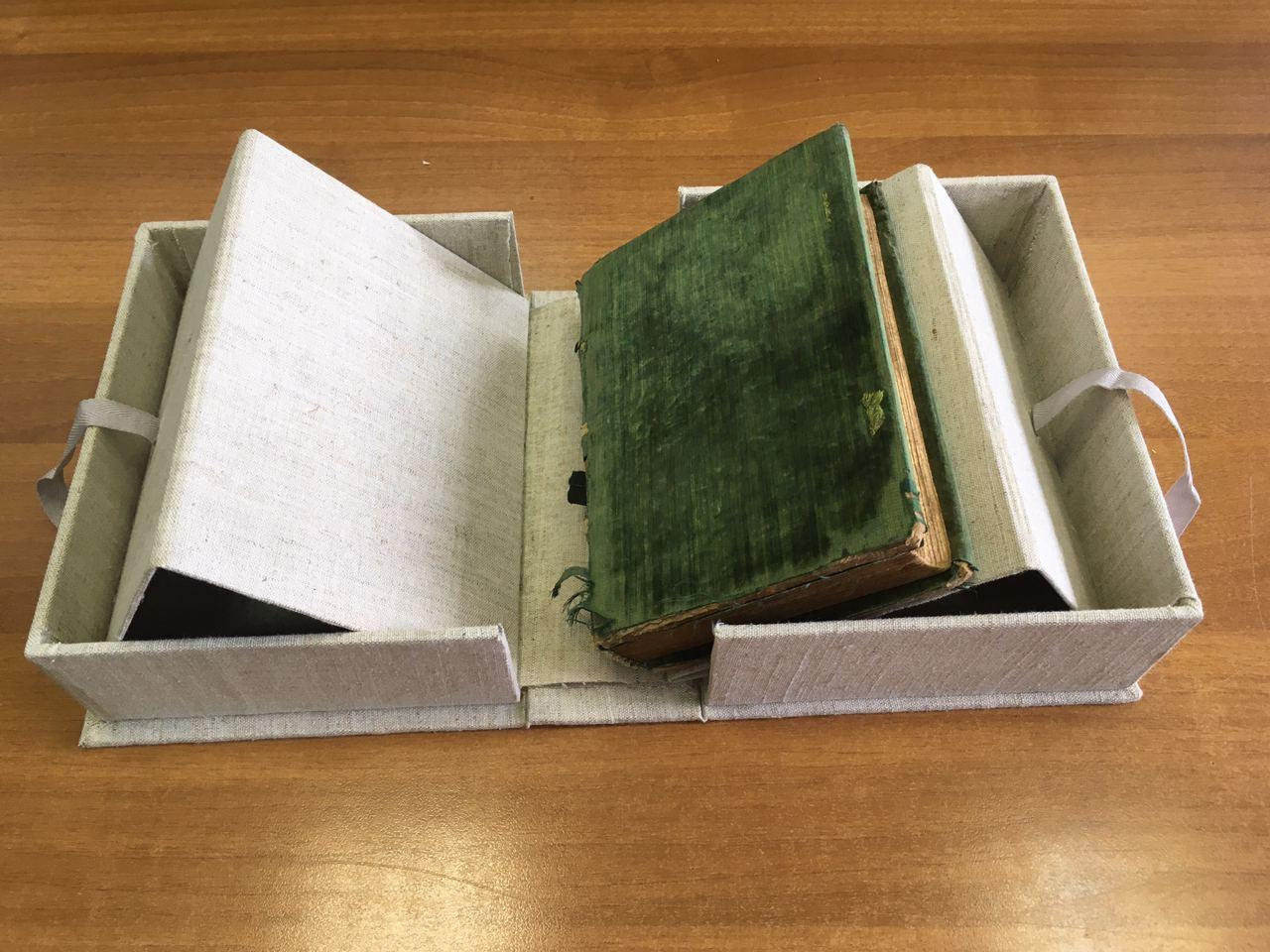
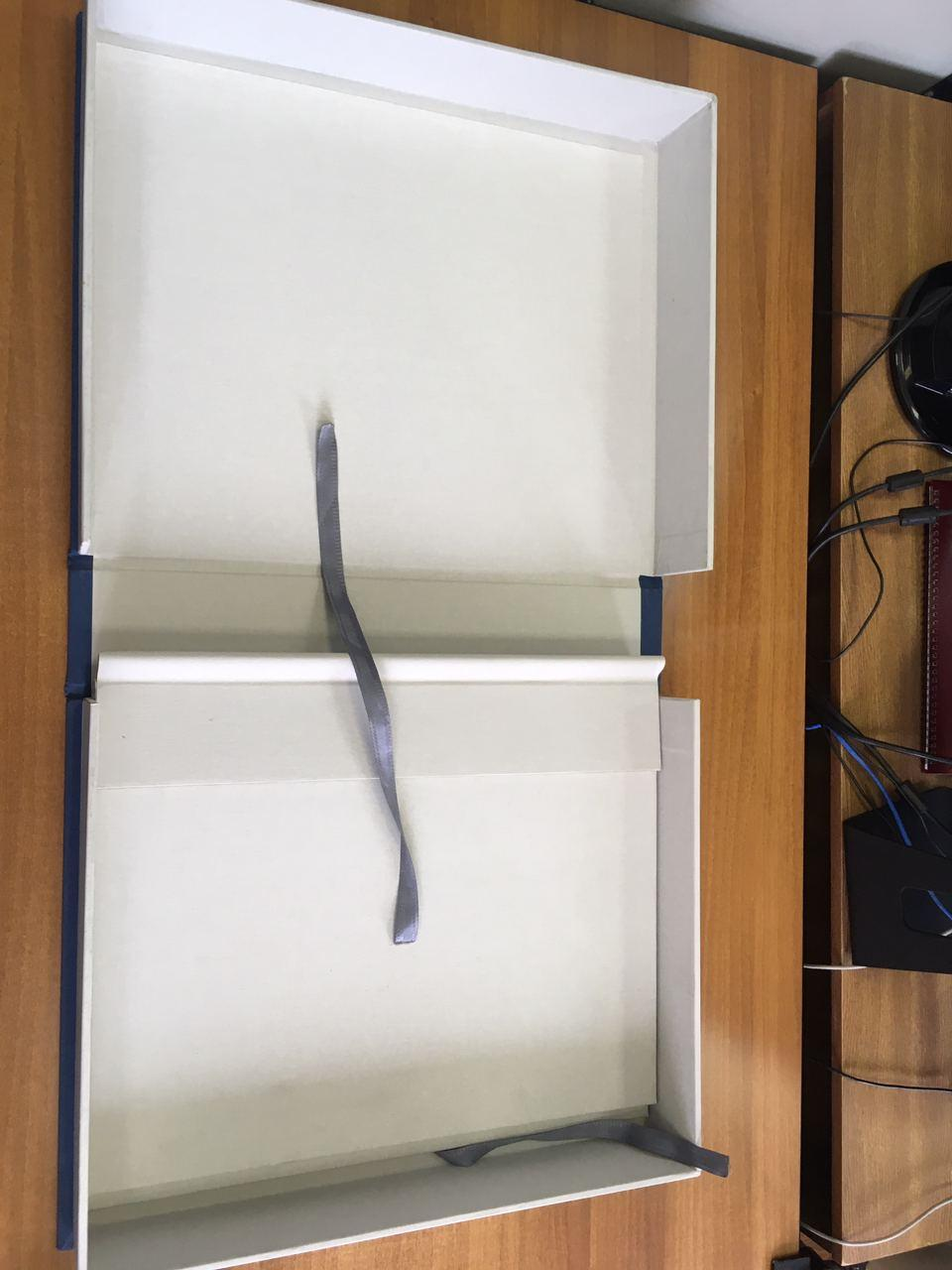

## Примечание
1. ↑  Duyker, Edward. Nature's Argonaut: Daniel Solander 1733-1782: Naturalist and Voyager with Cook and Banks. — Melbourne University Press, 1998. — ISBN 0-522-84753-6.
2. ↑  Solander, Daniel (1733–1782) (англ.). Australian Dictionary of Biography. Дата обращения: 11 ноября 2020. Архивировано 19 сентября 2011 года.
3. ↑  Niccolo Caldararo.  (англ.) // Museum Management and Curatorship : Journal. — 1993. — Vol. 12, no. release 4. — P. 387—400. — doi:10.1080/09647779309515377.
4. ↑  Easy do-it-yourself storage enclosures for books. reCollections: Caring for Collections Across Australia]. Архивировано из оригинала 31 июля 2009 года.